# Hullajelenségek
A hullajelenségek a holttesten a halál beálltát követően létrejövő változások nyomai. A halált követő első 72 óra változásait korai hullajelenségnek, az ezt követőket késői hullajelenségnek nevezzük.

## Korai hullajelenségek

### Algor Mortis
A test kihűlése. Az életfunkciók megszűntével a test hőháztartása összeomlik, a test hőmérséklete lassan (a Henssge-nomogram szerint, komfort körülmények közt óránként 1-1,5 °C fokkal) idomul a környezet hőmérsékletéhez.

### Rigor Mortis
A hullamerevség. A halál során az izomtónus elenyészik. Később az izomszövetek fehérjéinek bomlása következtében a holttest izmai keménnyé merevednek, majd a bomlás előrehaladtával ismét elernyednek. A hullamerevség a halált követő ~24 órával alakul ki teljesen, 24 órán át fennáll és ~72 órával a halál után enyészik el. A Nysten-szabály szerint először az arc mimikai izmai (a halál beálltát követő 2-4 óra alatt), később a törzs, a mellső majd a hátsó végtagok izmai merevednek meg; az elernyedés ~24 óra alatt azonos sorrendben történik.

### Pallor Mortis
Hullai sápadtság. A keringés megszűntével a vér lassan a gravitációnak megfelelően a holttest legalsóbb részeiben gyűlik össze. A többi terület ebből fakadóan sápadttá válik.

### Livor Mortis
Hullafoltok. A keringés megszűntével a vér a gravitációnak megfelelően a holttest alsóbb részeire folyik, és ott szederjes színű foltokat képez a nyomásnak ki nem tett területeken. A hullafoltok a halál után ~2-4 órával kialakulnak, ekkor még úgymond elnyomhatók, azaz nyomásra visszaszorulnak az adott területről, hullai sápadtságot eredményezve. A halál után ~24 órával az erek bomlásakor a vér kilép az érpályákból és a környező szövetekbe kezd beivódni. Az így kialakult hullafoltok már nem nyomhatók el. (Fontos, hogy a beivódás előtt a hullafoltok vándorolhatnak a holttest mozgatásakor.)

## Kései hullajelenségek

### Rothadás
A test általános bomlása, melynek végső fázisa a szkeletizáció, azaz a csontvázzá alakulás. A rothadáshoz megfelelő hőmérséklet, levegő és páratartalom kell. A bomlási gázok egyes testrészek felfúvódását okozzák; a haj és a szőrzet kihullik, a felhám hólyagokat képezve leválik majd beivódik.

### Felázás
Más néven: macerálódás. A vízben létrejövő kései hullajelenség a test felázása (vízihullák). (A magzatot az anyaméhben az ún. magzatmáz védi a felázástól.)

### Hullaviaszos átalakulás
Más néven adipocerálódás. A magas alkáli-földfém tartalmú környezet hatására a holttest zsírtartalma viaszra-szappanra emlékeztető anyagúvá válik.

### Tőzegcserzés
A tőzegmocsarak magas savtartalmú vize, az alacsony hőmérséklet és az oxigénhiány alakítja ki. A bőr megfeketedik, de egyben megmarad, a csontokból viszont a savas közeg kioldja a kalcium-foszfátot, így a csontok gumiszerűen hajlékonnyá válnak. (Észak-Európában számos tőzegcserzett holttest maradt meg évezredeken át, pl. a dániai Haraldskaeri asszony.)

### Mumifikálódás
Más néven aszalódás. Száraz (vagy rendkívül hideg) környezetben a holttest elveszíti víztartalmát; a lágy részek gyakorlatilag rászáradnak a csontokra.

## Részletes bonctani leírások

### Hullajelenségek
Mint fentebb vázlatosan kifejtettük, hullajelenségek időbeni megjelenésük alapján három csoportra oszthatók:
1. a vonaglás alatt keletkező eltérések (supravitalis jelenségek), pl. a fehérvérsejtek falótevékenysége egy ideig még megtartott, a gyomor továbbra is emészt, a bélmozgások sem azonnal szűnnek meg. Friss elhunytakban érintésre kisebb izomrángások jelentkezhetnek.
2. az élet megszűnése és a rothadás kezdete közé eső jelek, pl. a hullamerevség, a hullafoltok vagy a hullai sápadtság
3. a rothadás során fellépő elváltozások

#### Korai jelek
- A bőr elsápadása (pallor mortis): Hullasápadtság és a bőr rugalmasságának csökkenése. A vérkeringés csökkenése, illetve leállása, az izomzat tónusának csökkenése együttesen eredményezik azt, hogy a bőr színe halványabbá válik, turgora csökken. A bőrön található tetoválások vagy egyéb pigment felhalmozódások ilyenkor még jobban kivehetők.
- Okuláris jelek:
  - A vér szegmentációjának csökkenése a retina ereiben. A vérkeringés leállását követően a szemfenék ereiben szegmentáció figyelhető meg. A vörösvérsejtek összecsapzódnak és kisebb gócokat alkotnak, melyek közt vérszegény szakaszok jönnek létre. Az elváltozás igen gyorsan, a vérkeringés leállását követő 15 percen belül jelentkezik. Vizsgálata mindaddig lehetséges, míg a szemlencse el nem homályosodik.
  - A szemnyomás csökkenése. Élő egyedekben a szemnyomás 14-22 Hgmm között változik. A szívműködés leálltával ez az érték kb. 12 Hgmm-re, majd közvetlenül a halál beállta után 3 Hgmm-re csökken.
  - A szaruhártya beszáradása (tache noire de la sclerotique). A halál beállta után általában két nappal alakul ki, szalonnabőrszerű elváltozás a szaruhártyán. Sommer-Larcher féle foltnak is hívják.
- Az izomzat tónusának elsődleges csökkenése, elernyedése. Az beidegzés megszűnését követően az izomzat tónusa csökken, a végtagok tónustalanná válnak, a mimikai izmok elernyedése következtében az arckifejezés múmiaszerűvé válik. A hullamerevség után ez többé nem figyelhető meg, a másodlagos elernyedés már az ún. molekuláris halál bekövetkeztét jelzi, vagyis az auto- és heterolízis kialakulását.
- A vérkeringés leállása. A radiális pulzus, vagy a carotis pulzus hiányából, a szívműködés megszűntéből lehet következtetni rá, ez a klinikai halál állapota. Innen 5 percig még károsodás nélkül újraéleszthető a páciens, ez idő után már csak maradandó károsodással.
- Légzés leállása: Szintén a halál egyik klasszikus, ám korántsem biztos jele, mert az esetek egy részében még újraéleszthető a beteg. Az auscultatio (hallgatózás) biztos felvilágosítást adhat.

#### Klasszikus jelek
- Hullamerevség: A rigor mortis a legismertebb ilyen jel. A hullamerevség az izmok és ízületek merevségét jelenti. 4-6 óra alatt fejlődik ki, és 2-3 napig tart, azután oldódik a bomlási folyamatok által. Egyes esetekben a szervezet halál előtti kimerültsége miatt szinte azonnal jelentkezik, különben egy és másfél óra kell hozzá. Molekulárisan az izomsejtek energiatermelő folyamatainak leállásáról van szó, amikor is az izomrostok az extrakció-kontrakció egy fázisában ATP hiányában megrekednek. A hideg környezet késlelteti a hullamerevség kialakulását.
- Beivódásos hullafoltok (Livores ex imbibitione): A megalvadó vér néhány óra múlva elkezd lebomlani, az érfalak áteresztővé válnak és hemoglobin-lebontási termékek jutnak az extravasalis térbe, megfestve azt. A foltra rámetszve azt tapasztaljuk, hogy vérömlennyel ellentétben a terület egésze beivódást mutat, de nem málnazselé-szerű az állaga, valamint látható az eredeti szöveti szerkezet. Ha a hullafoltok kialakulásának idején mozgatják a beteget, a hullafoltok "vándorolhatnak", ennek igazságügyi vonzata van. Az imbibitiós hullafoltok már késői hullajelek, tehát már rothadási folyamatok előjeleként foghatóak fel. Ezek nem vándorolnak a hulla mozgatásával, beléjük metszve azokból vér nem távozik, ellentétben a süllyedéses hullafoltokkal.
- Süllyedéses hullafoltok (Livores mortuales): A vérkeringés leálltát követően a vér a gravitációnak engedelmeskedve a test legmélyebben fekvő rétegeibe süllyed. Esetenként élő személyeken is megfigyelhető hosszas fekvés után.
- A holttest lehűlése (Algor mortis): Természetes hullajelenségek egyike. A holttest a halál után nem sokkal felveszi a környezete hőmérsékletét. Kísérletek bizonyítják, hogy a halál után általában még emelkedik a hőmérséklet, majd utána óránként 1,6 Celsius-fokkal csökken.[forrás?] A kövér egyének hullája később hűl ki, míg a sovány, elgyötört hullák hamarabb. A gyermekek teteme is hamarabb hűl ki.
- Libabőr (Cutis anserina): A szőrszálakat mozgató izmok (musculi arrectores pili) hullamerevsége okozza.
- Hullai önemésztődés (autodigestio postmortalis): A halál után már mintegy 4 perccel megindul a tetem bomlása. Ez sejtszinten megy végbe, a folyamatot autolysisnek, vagy necrobiosisnak nevezzük. A sejtek elkezdik magukat saját enzimeikkel felbontani. Így a gyomor nyálkahártyája is felbomlik, gyakran látható a mellkasban gyomortartalom is. A folyamatot automalacia acida postmortalisnak nevezzük. A nyelőcső is gyakran szenved postmortalis önemésztődés következtében sérüléseket. A halál után a test pH-ja eltolódik savas irányba.
- Hullai véralvadék (cruor postmortalis): A halál után a vér alvadásnak indul a nagyobb erekben (a kiserekben a vér sosem alvad meg). Két típusa van a postmortalis véralvadéknak: a vörös és sárga hullai véralvadék. A vörös alvadék általában a szívben, a musculi pectinati környékén szokott előfordulni. A kettő közötti különbség: a sárga véralvadék általában elhalt leukocytát, lymphocytát tartalmaz, míg a vörös alvadékban elpusztult erythrocyták vannak. Jellemző rájuk, hogy az érfalhoz tapadnak.

#### Késői jelek
A késői hullajelenségek észlelése esetén a halál megállapítása nem kérdéses.
- Hullai önemésztődés (autodigestio): Az élő szervezetben a lebontási és felépítési folyamatok egyensúlyt tartanak fent, ennek szabályozása a halál után megszűnik, a folyamatok a bontás irányába tolódnak el. Legelőször azokban a szervekben kezdődik meg az önemésztődés, melyek egyébként is igen agresszív lebontó enzimeket termelnek, így például a gyomorban és a hasnyálmirigyben. Később a sejtek pusztulásával további enzimek szabadulnak ki a szövetek közé, az egész testre kiterjed a folyamat. Ezzel párhuzamosan az immunrendszer működésének leállása miatt a szervezetben élő mikroorganizmusok (főleg baktériumok) is elkezdik a szövetek bontását.

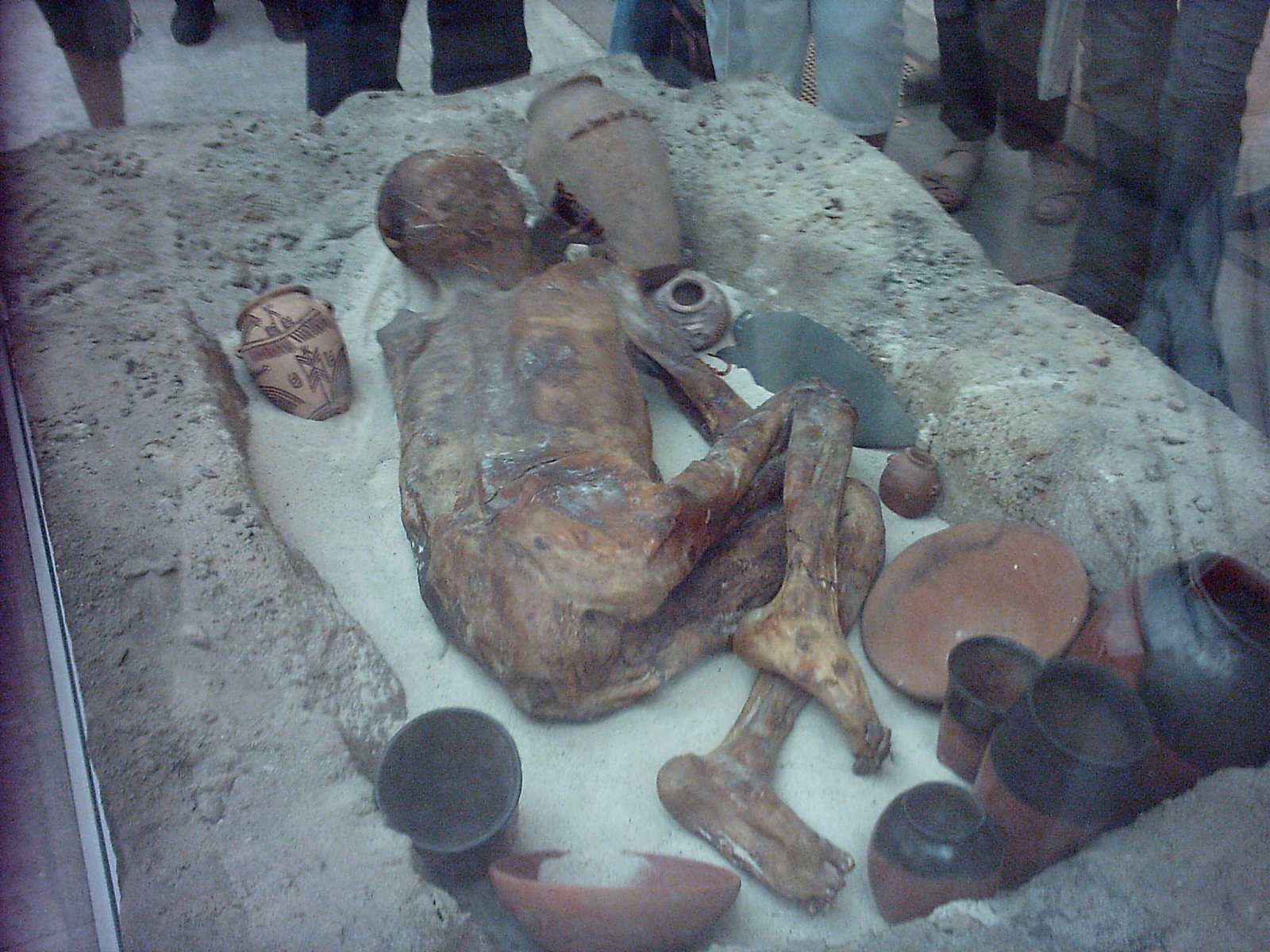
Természetes körülmények között mumifikálódott egyiptomi múmia (Nagada II i. e. 3500–3200 között) British Museum London

- Hullai kiszáradás (exsiccatio postmortalis): A tetem párolgással folyamatosan vizet veszít, ami annak kiszáradásához vezet. Ez a legszembetűnőbb a tetem szemén, különösen, ha a halál után nyitva maradnak.
- Hullaviaszos átalakulás (adipocere): A testben található zsírt a különböző lipáz enzimek elkezdik bontani, glicerin és szabad zsírsavak keletkeznek. Amennyiben a tetem magas alkáli-földfémekben gazdag talajba kerül, akkor a talajban található ionok a szabad zsírsavakkal szappant képeznek, a test viaszra emlékeztető lesz és sokáig fennmaradhat.
- Mumifikáció: Mumifikációhoz a tetem kiszáradása és a tetemet bontó baktériumok csökkent működése együttesen vezet. Utóbbit okozhatja a túl száraz (sivatagi múmiák), a túl hideg, (jégmúmia vagy az erősen oxigénhiányos környezet.

#### Hullafoltok (Livores mortuales)
Rendesen a halál után néhány 3-10 óra múlva figyelhetőek meg a test alsóbb részén, a nyomásnak ki nem tett területeken, kivéve azokon a helyeken, ahol a bőr akár a holttest helyzete miatt, akár a ruházat, vagy a kötelékek által nyomást szenvedett, vagy redőképződésnél erősen megfeszül. A holttest fekvésének megfelelően leggyakrabban a háton, a végtagok hátulsó részén fordulnak ezek elő. Hol halvány vagy sötétvörös, gyakran szederjesvörös, babnyi, tallérnyi, kerek vagy rendetlen alakú foltokat képeznek. Gyakran összefolynak, vagy az elszínesedés a holttestnek egyéb részeire egyenletesen kiterjed. A hullafoltok elhelyezkedése a test helyzete szerint különböző, így pl. akasztottaknál, ha azok hosszabb ideig függtek, az alsó végtagokon vannak kifejezve a hullafoltok a gravitációnak megfelelően. E szerint a hullafoltok elhelyezkedéséből azon helyzetre lehet következtetni, amelyet a test a halál után elfoglalt, csakhogy tudni kell, hogy azok a test helyzetének megváltozása esetén más helyeken ismét létrejöhetnek, a meglévők pedig, ha az illető testrész az új helyzetváltozás miatt magasabban fekvő helyet foglal el, egészen eltűnhetnek, mégpedig mindaddig, míg a kezdődő bomlás folytán a szövetek be nem ivódnak véres savóval. A hullafoltok vándorlásának helyzetét meg lehet határozni, vagyis ha a holttestet elmozdították, azt a hullafoltok helyzetéből meg tudjuk állapítani, ugyanis a hullafoltok vándorlása miatt pontszerű bevérzések keletkezhetnek. Kísérletek igazolják, hogy ha a hullát a halál után 3 órával mozdították el, megfigyelhetőek ezek a jelenségek, ennél hamarabbi mozgatásnak viszont nyoma nem marad. A hullafoltok kialakulásának gyorsasága, színük teltsége részint a vér mennyiségétől, részint annak folyékony voltától függ. Az előbbire nézve sötétebb színű hullafoltokat találunk olyanoknál, akik vérveszteséggel össze nem kötött hirtelen halállal múltak ki, mint azoknál akik elvérzés, vagy hosszas kimerítő betegség következtében haltak el. Az utóbbi esetében úgy színre, mint terjedelemre nézve kifejezettebb hullafoltokat kapunk azoknál, akik egy vagy más ok következtében fulladás folytán múlnak ki. Feltűnően élénkpiros és ennélfogva kórjelzésű értékkel bíró hullafoltokat találunk szén-monoxid-mérgezésnél, mely a CO-haemoglobin élénkpiros színében leli magyarázatát. De ha a vér eredetileg a vénás vér sötét színével bírt is, külső körülmények behatása folytán a hullafoltok élénkpiros színűek lehetnek, amint előfordul ez olyan hulláknál is, melyek bizonyos ideig vízben feküdtek, vagy meg voltak fagyva. Vízbefúlás esetén a bőrt átitató víz a levegőből elnyelt oxigént a hullafoltokat képező vérnek átadja, s ezáltal azt élénkpirosra festi, ezért ilyen a vízihullák színe. Megfagyásnál, mely akár intravitam, akár postmortem, szintén hasonló színt mutatnak. Hofmann idevágó kísérletei azon eredményre vezettek, hogy nem a hideg közvetlen behatása, hanem az emiatt a test felületén létrejött lecsapódás - mely egyrészt a felhámot felpuhítja, másrészt elnyelt oxigénjét a vérnek átadja - okozza ilyen esetekben az élénkpiros színt.
A hullafoltok könnyen felcserélhetők a hyperaemia által feltételezett foltokkal, különösen vénás bővérűséggel, cianózissal, sőt utóbbihoz teljesen hasonlók és a halálfoltok csakis fekvésük és kiterjedésük által, továbbá a súlyviszonyoknak megfelelően fokozódó sötétebb színük által különböztethetők meg. Igazságügyi orvostani szempontból kiemelt fontossággal bírnak a hullafoltok azon okból, hogy a véraláfutással, tehát az élőn történt erőszakos behatás nyomával téveszthetők össze. Egy idevonatkozó érdekes esetet közölt Casper, melyben a boncolók egy meggyilkolt egyén felső és alsó végtagjain véraláfutásokat véltek találni, azokba azonban nem metszettek bele. Végül kiderült, hogy a véleményezett véraláfutások, hullafoltok voltak. A véraláfutások a hullafoltokhoz néha igen hasonlítanak, s azoktól egyszeri megtekintés által meg nem különböztethetők. Csak a foltok bemetszésével nyerhetünk bizonyosságot. A hullafoltok, ha a vérerekben maradt vér egyszerű süllyedése folytán jönnek létre nyomásra eltüntethetők, bemetszésnél a szöveteket halványnak találjuk, s csupán az átmetszett erekből ürül ki kevés vér, mely vízsugárral könnyen kimosható. Ez a süllyedéses hullafoltokra (livores hypostatica) jellemző.
Ha ezek a foltok már a vérfesték átszűrődése miatt elszínesedtek, nyomásra nem tűnnek el, a holttest mozgatásával nem változtatják a helyüket, bemetszve a szövetek közül nem mosható ki, akkor beivódásos hullafoltokról (livores ex imbibitione) beszélünk. Ez azonban már rothadási jelenség.
Vérömlések a halál után is jöhetnek létre oly módon, midőn a hajszálerek megrepednek a süllyedő vér nyomása miatt. Ezek apró gombostűfejnyi ecchymozisokat képeznek.

#### Belső vérsüllyedések
A legkülönbözőbb szervekben jöhetnek létre belső vérsüllyedések, minthogy itt is a folyékony vér a verőerekből és a hajszálerekből a vénákba folyik és egyfelől a súly szerint az alantabb fekvő helyekre (hyperaemia hypostatica), másfelől a szövetek saját nyomása szerint a feszesen szőtt részekből a lazább részekbe és az egymáshoz szorult és nyomott helyekből olyanokba szivárog, melyek kisebb vagy semmi nyomásnak nincsenek kitéve (hyperaemia compressionalis). A belső vérsüllyedés elhelyezkedése szintén a holttest helyzetétől függ. A halottak rendes helyzetét, a háton fekvést tartva szem előtt, a belső vérsüllyedés fontosabbjai, mint amelyek kóros elváltozással könnyen észrevehetők a következők: vérsüllyedés a fejbőr hátsó részén, a pia mater hátsó részén, a dura mater haránt sinusában, a nuchalis izomzat és pedig annál kifejezettebbek, minél kedvezőbbek voltak erre a viszonyok a vér mennyisége és minősége tekintetében. A nyakon a torok, a nyelőcső hátulsó falán és a gerincoszlop fekvő kötőszövetében nagyfokú vénás bővérűség látható és a nyelőcső hátulsó falának részeiben, ahol vénás belövelltséget mutat, mely annál inkább szembeötlőbb, mert a gége sokkal halványabb szerkezetet mutat. A tüdők hátsó részén a vérsüllyedés rendszerint feltűnő. Ezen tüdőrészletek tömöttebbek, sötétvörösek, vértartalomban gazdagabbak, ellenben levegőtartalmuk kevés, így különböztethetőek meg pl. infarctustól. A hasűri szervek közül főleg a gyomor hátsó fala, a bélnek az alsóbb részei és a vesék mutatnak vérsüllyedést. A gyomorra és bélre nézve ezen vérsüllyedés okozta bővérűség összetévesztése patológiás folyamatokkal alig lehetséges.
A gerincvelő és burkainak süllyedési bővérűsége azok lobjának felvetésére adhat okot, annál is inkább, mert a gerinccsatorna megnyitása igazságügyi boncolás során viszonylag ritka, így a süllyedés kevésbé lehet ismert. Még inkább megzavarhatják a süllyedési tünetek a kevésbé gyakorlott boncolót azon esetekben, ha a holttest szokatlan helyzetben volt, hason feküdt, állt, vagy csüngött, mert ilyenkor a belső vérsüllyedések is szokatlan helyzetben vannak. Akasztottaknál a belső vérsüllyedés főleg az alsóbb testrészeken, szerveken vannak, a lecsüngő bélkacsok fölötti terület bővérűbb szokott lenni, a medenceűr véna-fonatai is vérrel duzzadtak szoktak lenni, a nemi szervek is duzzadtak, szederjesek, e tüneteket régebben az akasztási halálra jellegzetesnek vélték, holott bármely megfulladt halotton mesterségesen létrehozhatók, ha azt hosszasan csüngő helyzetben tartjuk.

#### A tetem kihűlése (algor mortis)
A fiziológiás testhőmérséklet rendesen már a halál beálltával alábbszáll és utána 10-20 perc múlva rohamosan csökkenni kezd, de mégis sokáig tart a test teljes kihűlése, mivel a bőr rossz és köztakaró annál rosszabb hővezető, minél hájdúsabb a kötőszövet. Kövér egyének holtteste a halál után hosszú idő, 10-12 óra múlva is olyan meleg lehet, mint sovány egyéné 1-2 óra múlva, Johann Ludwig Casper és Carl Liman szerint a holttest az esetek többségében 8-12 óra múlva a halál után a tapintásnál hidegnek mutatkozik, de termométeres mérések szerint átlagosan csak 23 óra múlva hűl ki teljesen. Kolerában a halál után 6 óra múlva a májban 36.8 °C, 12 óra múlva 26.8 Celsius-fokos hőmérsékletet konstatált, s a halottnak a combjai ekkor még meleg tapintatúak voltak. Gyermektetem hamarabb hűl ki, mint a felnőtté, a táplálkozás azonban itt is befolyással bír.
Az individuális tényezőkön kívül jelentős befolyással bírnak a holttestek gyorsabb, vagy lassabb kihűlésére az évszakok, illetve a környező közeg hőmérséklete, s más esetleges körülmények, nevezetesen a halott ruházata, vagy azok betakart volta mind kihatással vannak a kihűlésre.
Miután a víz hőmérséklete nyáron is alacsonyabb, mint a környezet hőfoka, ebből magyarázható a test gyors kihűlése a vízben, ezért érezzük a vízi halottat rendesen hűvösebbnek, mint a szárazföldi hullát.
Végre figyelembe veendő a halál oka is, amennyiben bizonyos betegségeknél (tetanusz, heveny fertőzés) a testhőmérséklet emelkedése észlelhető a halál után az izomkontrakció miatt. Az erőszakos halálnemekben a fulladásra és a gerincvelő megsérülésére nézve vannak hasonló észlelések. Casper–Liman fulladásban elhaltaknál figyelt meg hasonló jelenséget. Teljes kihűléskor a holttest hőmérséklete a környező levegő hőfokánál alacsonyabbra süllyed a felületén lévő párolgás miatt, ezért olyan hideg tapintatú a holttest.

#### Hullamerevség (rigor mortis)
Az izomzat közvetlenül a halál után többnyire teljesen elernyed, mely elernyedés (collapsus mortualis) még nagyobb, mint amilyen az élőn teljes tétlenségben, mély álomban, vagy akár ájulásnál is észlelhető, mert nemcsak az animális, hanem a vegetatív izmok tónusa is tökéletesen megszűnik, az izmokkal ellátott részek rugalmassága elvész és a test helyzete úgyszólván már csak a súlyviszonyoktól függ. A záróizmok elernyednek, az oda fekvő lágyrészek ellapulnak és a tetem áthelyezésekkor a nyomott helyen a benyomás sokáig látszik, a fölemelt bőrredő csak lassan simul el. Mindamellett az elernyedt izmok mechanikai, vegyületi és fizikai ingerekre még egy ideig összehúzódnak, s ezen ideig fél, de akár 4-5-7 óráig is eltart, sőt bizonyos viszonyok között talán tovább is, míg végre sem elektro-muscularis, sem idio-muscularis összehúzódás nem idézhető elő. Bizonyos idő múlva a halál után az izmok kissé megrövidülnek, megvastagodnak és megkeményednek, mint összehúzódáskor, sokszor annyira hogy a test egészen merev és kemény lesz. A lecsüngő állkapocs fölhúzódik, az arc az élőhöz hasonló határozott arckifejezést nyer a végtagok megfeszülnek, néha gyengén behajolnak.
A hullamerevség oka még ma sincs tisztázva. Egyes magyarázatok szerint a központi idegrendszerből kiinduló subminimalis ingerek játszanak szerepet a hullamerevség kialakulásában, hatásukra acetilkolin szabadul fel. A postmortalisan széteső ATP gátolja a kolineszteráz működését, az acetilkolin pedig contrahálja az izmokat.
Az általánosan elfogadott nézet Brücke szerint az, miszerint az izomfehérjék, az actin és myosin tejsavképződés mellett megalvadnak. Ezalatt az izmok rövidebbek és tömöttebbek lesznek. A merevség megszűnését pedig annak tulajdonítják, hogy a rothadásnál fejlődő ammóniakális bomlási termékek a savat közömbösítik, mire a myosin megint feloldódik. De többféle tapasztalat ellene szól ezen egyszerű teóriának. A rigor támadására nézve Astaschewsky szerint a meredt izom savi hatása nem, mint hitték a tejsavtól, hanem a savanyú foszforsavas kálitól ered, mely a halál utáni autolysis miatti kémhatásváltozás miatt van. Werther azt állítja, hogy a halálmeredt, valamint a kimerült élő izomban tejsav képződik és a glycogen fogy. Paltauf kísérletei szerint kámfor, aethyltheobromid, Rhodan-sókkal történt mérgezése következtében elhalt állat még teljesen és erősen meredt izomzata is alos hatású maradt és ha ilyen anyagokkal megmérgezett állatoknál a gerincvelő át lett vágva, akkor a felső testrészek gyorsan merevedő izmaiban alos reakció észlelhető, míg a lassabban merevedő hátsó testrészekben savi reakciót kapunk egészen a rothadásos alkalesentiáig. Másfelől a rigor születésére nézve ugyancsak Paltauf említett kísérleteinél azt találta, hogy az elülső testrész alkális izomzata a meredtség szűntével neutrális vagy gyengén savivá vált s csak utólag következett be a rothadásos alkalesentia és általánosan ismert tény, hogy néha a hullamerevség még erősen puffadt és zöldesen elszínesedett hullán is megtalálható. Mégis valószínű, hogy a rothadásos bomlás valami eddig ismeretlen módon hozza létre az oldódást, mert a rothadás gátlása által (pl. hideg) a merevség nagyon hosszasan lehet fenntartani.
A hullamerevség a legszembetűnőbb a csontvázizomzaton, de a simaizomzatban is kialakul. A hullamerevség legelőször a szívizomzatban alakul ki, mely kb. a halál után 15 perccel már megfigyelhető. Majd az állkapocs, tarkó és nyakizmaiban áll be, innen áttér a mellkasra, a hasra, a fölső és alsó végtagokra, ugyanezen rendben tűnik el ismét, legtovább a lábtőízületben szokott megmaradni. Kialakulásának időbeli megjelenését a Nysten-szabály mondja ki. A nevezett szabályosság, továbbá azon tapasztalat, hogy az idegek szétroncsolása után a merevség csekélyebb, némelyeket arra indított, hogy a Brücke-féle magyarázattal szemben azt vegyék föl, hogy a hullamerevség a rendes összehúzódással azonos, az elhaló izom még egyszer erősen összehúzódik s ez sokáig így marad, ez a nézet azonban még nincs kellően tisztázva.
Felnőttek tetemén a hullamerevség rendszerint az első 2-4 óra alatt kezdődik és további 46 óra alatt az egész testre kiterjed, ritkán áll be már 5 perccel a halál után, vagy pedig sokkal később csak 24 óra múlva, 48 óra múlva a halál után még teljesen ki van fejlődve, de azontúl lassanként eltűnik és teljes oldódása körülbelül a 72-84 óra múlva kezdődik. Úgy a hullamerevség támadási ideje, mint tartása, igen tág határok között ingadozik és az elhalt egyén korától, tápláltságától, a halálnemétől, de főleg a külső viszonyoktól függ. Újszülött csecsemő gyorsabban mered meg, mint felnőtt és meredtségük gyorsabban is tűnik el, mivel tetemük gyorsabban is rothad. Hofmann tapasztalatai szerint újszülöttnél rendesen 24-36, csecsemőknél 40 óra alatt oldódik a rigor. Elvetél és halva született éretlen magzatban a hullamerevség teljesen hiányzik, ami abban leli magyarázatát, hogy az anyában elhalt magzat, mely több napig vesztegelhet a méhben a hullamerevség még a méhben lefolyt, mert a szülés közben elhalt, vagy szülés előtt elhalt magzatokon nagyon intenzív hullamerevség figyelhető meg, sokszor ez okozza az elvetélt magzatok természetes úton való megszülését.
Némely esetben felnőtt egyén hulláján is gyenge a rigor, vagy akár el is marad, így pl. az izomzat erős parenchymás elfajulásánál (foszformérgezés), bizonyos gomba-mérgezéseknél, továbbá fertőzési és szepszises bajokban elhaltaknál, senyvesztő betegségben elhalt öregeknél a hullamerevség gyenge, gyorsabban támad és gyorsabban tűnik el a vízkórban elhunyt tetemek esetében.
A külső tényezők közül nagyobb hatással van a hullamerevségre a hőmérséklet. A hideg a hullamerevség kifejlődését gyorsítja és lefolyására késleltetőleg hat, hideg helyen, friss vízben, hol a tetem még nem rothadhat, heteken át is fennmaradhat a merevség és a hulla megfagyása esetén határtalan ideig tarthat, néha a holttest fölengedése után is észlelhető. Viszont egy fagyott hulla felengedése után a rothadás nagyon gyorsan zajlik le, szinte napok alatt olyan nagymértékű rothadás megy végbe, mely normális esetben több hét alatt.
Az igazságügyi orvostani szempontból kiváló fontossággal bír azon kérdés, hogy a hullamerevség, melynek következtében az izmok rövidebbek lesznek, képes–e a halott helyzetében változást hozni. Ha igen, akkor a megmeredt holttest helyzetéből nem vonhatunk le következtetést azon helyzetre, mely a test a hullamerevség bekövetkezte előtt elfoglalt, mivel az izmoknak a hullamerevség által feltételezett megrövidülése következtében változásnak lehetett az alávetve. A hullamerevség alkalmával az életben elégtelenül működő szívbillentyűk rendesen működnek. Miután a hullamerevség úgy a végtaghajlítók, mit a feszítők izmaiban áll be, mely izomcsoportok tehát kölcsönös megrövidülésük által egymás hatása által létrehozott változások a test helyzetében csak igen csekély fokúak lehetnek s főleg azon testrészeken fordulnak elő, hol az antagonista izmok ereje között kisebb-nagyobb aránytalanság létezik. Ezen utóbbi körülményből magyarázható azon mindennapi tapasztalat halottakon, mely szerint a halál bekövetkezte után az izmok általános elernyedése miatt saját súlyánál fogva lecsüngő alsó állkapocs a hullamerevség által a felsőhöz közeledik, s ahhoz nagy erővel rögzül, mivel az állkapocs közelítő izmai erősebbek, mint az adductorok. Az erőszakkal megszüntetett hullamerevség többé nem alakul ki. Azonban, ha a rigor mortis kezdeti szakaszában szüntetjük meg a merevséget, bár nem nagy mértékben, de kialakul a merevség. Olykor olyan erős a merevség, hogy a megszüntetésekkor akár a végtagokat is eltörheti.
Igen érdekesek azon esetek, melyek azt látszanak bizonyítani, hogy a hullamerevséget nem mindenkor előzi meg az izomzat általános elernyedése, s hogy a halott nincsen mindig azon helyzetben rögzítve, mely a nehézkedésnek felel meg. Régi tapasztalat szerint kiválóan erőteljes, mint egy görcsös izomműködésektől függő helyzet még a halál után is megmarad. Csatatereket másnap szemlélve, az elesett emberek és állatok tetemeit gyakran oly helyzetben találjuk, mintha azok akaratlagos működésben lennének
Rossbach a porosz-francia háborúból közöl idevonatkozó eseteket: egy porosz vadászt egy domboldalban a támadást intéző katona korrekt helyzetében találta, egy másikat, pedig háton fekve, egyik karját az ég felé emelve. De néha a gyengébb izomműködés is fennmarad, hat francia katona egy földmélyedésben szorosan egymás mellett ült és reggelizett, majd egy gránát közéjük csapódott valamennyit megölve, s Rossbach 25 óra múlva az egyiket félig fekve találta, kezét, melyben csészéjét tartotta, könnyedén fölemelve, úgy, hogy az alsó ajakhoz alig ért, a koponya s az egész arc az állkapocs kivételével szétrobbant. Brixton az észak-amerikai polgárháborúban szintén észlelt ilyen esetet. Az északiak véletlenül a déli csapatok töredékére bukkantak, kik lóra ültek, majd menekültek. A sortűz csupán egy katonát talált el, aki állva maradt, bal kezével a ló sörényét markolta, jobb kezében fegyverét. Kiáltottak rá, hogy adja meg magát, mikor azonban közelebb mentek teljesen meredten halva találták a katonát. A ló nem futhatott el, mert a lovas elfelejtette a kötelet kioldani.
A hullamerevség ezen típusát catalepsiás hullamerevségnek nevezte el Du Bois-Reymond, melynek lényege az, hogy a halál pillanatában kialakul a teljes rigor.
Feltéve, hogy a testnek vagy egyes részeinek ezen abnormális helyzete a halál bekövetkezte után közvetlenül jelen volt, s ez nem utólagosan jött létre, feltéve hogy a testrészeknek a nehézkedés törvényével ellenkező helyzete nem külső akadályokban találja okát, melyek pl. a felemelt karnak leesését nem engedi, tehát az csakugyan a hullamerevséggel függ össze. Számos magyarázat született e jelenség magyarázatára. Régi tapasztalat, hogy rohamos elvérzés, a nyaki gerincvelő sérülései, napszúrás, villámcsapás következtében hirtelen elhaltakon, egyes mérgezések pl. strychinin, coffein a hullamerevség gyorsan áll be.Schroff és Falck kísérleteiből kiderült, hogy a gerincvelő nyaki részének sértései által megölt állatokon a tetanusos izomösszehúzódás hullamerevségbe megy át. Paltauf észlelte, hogy gyorsan megfojtott állatokban is rögtön kialakul a hullamerevség. Másik magyarázata a jelenségnek, hogy a halál után a testben a kémhatás megváltozik, eltolódik savas irányba a később tárgyalandó autolysis miatt. Azt feltételezik, hogy itt nem savas, hanem lúgos irányban történik a kémhatásváltozás, mely azonnali rigort okoz. A normális hullamerevség is tartogat még titkokat, hiszen biokémiája még elég ismeretlen. Eddig csak azt tudjuk, hogy a vázizmokban lévő izomfehérje az actin és a myosin átalakul actomyosinná.
Kolerában elhaltak tetemei többnyire az ún. vívóállásban vannak, de alkalmam volt meggyőződni arról, hogy ezen állás nem a halál előtti görcsök eredménye, mert a hulla egészen lágy és elernyedt volt és később a hullamerevség alkalmával vette fel ezt a pózt. A kéz ökölbe szorítása úgy felnőtt, mint gyermek tetemén észrevehető jelenség. Ez a felxor és extensor izmok közötti különbségből adódik, hiszen az élő ember is az ökölbeszorított kezét elernyesztheti anélkül, hogy a kezét szétnyitná. Gyakran megfigyelhető, hogy öngyilkosok kezében rögzül a gyilkos fegyver. A hullamerevség a test simaizomzatában is megfigyelhető. A gyomor jellegzetesen homokóra alakot vehet fel, de nemcsak a simaizomzatban, hanem a belső szervekben is megfigyelhető a hullamerevség. Legelőször a szívizomban alakul ki a hullamerevség. Az agyvelő hullában egy ideig sokkal tömöttebb, a mirigyek is hasonló szerkezetet mutatnak kezdetben, majd szépen ellágyulnak, de ez már a rothadás tárgyköre.

#### Hullai kiszáradás (exsiccatio postmortalis)
A haláltünetek közül röviden felemlítem a kiszáradást, mely a bőrön és a levegővel érintkező nyálkahártya felületeken gyakran észlehető. A bőrön lévő sérülések hamar kiszáradásnak indulnak, mely a halál után szalonnabőrszerű állagot vesz fel. A szem is hamar kiszárad, főleg ha az nyitva maradt. Először a szem zavaros lesz, majd folyamatosan elveszti nedvességtartalmát, összezsugorodik, kezdetben a pupilla két oldalán lévő kiszáradás figyelhető meg, melyet Sommer-Larcher féle halálfoltnak nevezünk a szemen, végül kb. 48 óra múlva teljesen kiszárad, ezt tache noire de la sclerotique-nek nevezzük. A kérdés, hogy a testen lévő kiszáradások még élőn jöttek létre, vagy postmortalisak azok a mellékkörülményekből fejthetők meg. Ha a kiszáradt foltban kifejezett belövelltséget, vagy vérömlenyt találunk akkor feltételezhetjük, hogy az intravitam jöhetett létre, ha azonban ezeket a jelenségeket nem véljük felfedezni, akkor nagy a valószínűsége, hogy az post-mortem jöhetett létre.Idősebb emberek tetemét boncolva a belső szerveken is megfigyelhetőek a kiszáradás jelei, pl. a pericardium külső felszínén, a tüdők szélein is. Itt meg kell említenem azt a tévedést, melyet a néphit tévesen magyaráz, miszerint a körmök és a haj tovább növekszik a halál után. Ez azonban nem növekszik tovább, csupán a nívójából veszít a bőr a kiszáradás során, ezért látszanak a képletek nagyobbnak.

#### Hullai libabőr (cutis anserina postmortalis)
A musculus arrectores pilory rigor mortisa okozza ezt a jelenséget. A szőrmerevítő izmok ezen funkciója a halál után hetekkel még megfigyelhető, melyet exhumálások bizonyítanak. Régen ezt a jelenséget a vízbefulladás jelének tartották.

#### Hullai önemésztődés (autodigestio postmortalis)
Ezen hullajelenséget inkább a középidős hullajelenségekhez sorolnám. Ezen jelenségek általában az üreges szervekben figyelhetőek meg, pl. gyomorban. A gyomorban lévő folyadék és félig megemésztett táplálék fellágyítja a gyomorfalat, így az cafatokban leválik, gyakran perforálhatja a gyomorfalat is, a jelenséget automalacia acida postmortalis-nak nevezzük. Ez a magyarázata annak, hogy gyakorta gyomortartalom található a mellüregben. A nyelőcső cardialis részén is gyakorta megfigyelhető jelenség-automalacia acida oesophagi-, a tetem mozgatásakor gyakran vándorol a testüregekben az üreges szervek tartalma.

#### Hullai véralvadék (cruor postmortalis)
A halál utáni véralvadás hozza létre, melyet el kell tudni különíteni a pathologiás folyamatoktól. A halál után a nagyobb erekben a vér megalvad, a kiserekben soha sem alvad meg. Ez a véralvadék az erek falához tapad, azoktól azonban könnyen leválasztható, fényes felszínű alvadékok. Két típusa különböztethető meg: vörös hullai véralvadék és sárga hullai véralvadék. A kettő között szövettani különbségek figyelhetőek meg. A sárga alvadékban elhalt zsírsejtek, lymphocyták, leukociták figyelhetőek meg. A vörös alvadékban pedig vörösvértestek figyelhetőek meg. Ez leggyakrabban a fésűizomzatban figyelhető meg.

#### A rothadás folyamata (putrificatio seu putredo, decompositio)
A szervezet halálával megindulnak az önlebontási folyamatok, melynek során a hulla bekapcsolódik a biológiai körforgásba. A bomlás celluláris szinten indul meg, amely később makroszkóposan látható elváltozásokat hoz létre. A celluláris szinten végbemenő postmortalis folyamat neve: autolysis, mely a sejt halálát követő önlebontás folyamata. A lebontás okai többek között: az anyagcsere pályák szétkapcsolása, kétirányú enzimfolyamatok eltolódása a lebontás felé, a sejtrespiratio megszűnése, a struktúra és a hozzátartozó működés integrációjának megszűnése. Anaerob fermentáció indul meg, melynek eredménye különböző, szerves savak (főként tejsav) felhalmozódása, a citoplazma vegyhatásának savanyú felé való eltolódása (a sejtekben acidózis figyelhető meg).
Az utóbbi kedvező feltételeket teremt a lysosomákban tárolt savanyú hidrolitikus enzimek számára. Ezek a bontó enzimek, melyek főleg fehérjéket bontanak, a károsodott lizoszóma-membránon keresztül a citoplazmába jutnak, azt lebontva.
Az emésztőfolyamatok eredményeként a kis molekulájú anyagok szaporodnak fel, megnő az osmoticus nyomás és a sejt jelentősen megduzzad. A különböző sejtkomponensekbe beépített zsírnemű és fehérje nemű anyagok cseppekben konglomerálódnak (lypofanerosis). A folyamat végén az egyes sejtkomponensek, majd maga a sejt teljesen feloldódik (cytolisis). A sejtmag autolysise a citoplazmáénál később indul meg. A kromatinállomány összecsapzódik, zsugorodik, szerkezete eltűnik (pycnosis). A nukleinsavakat bontó enzimek következtében a kromatinállomány fokozatosan lebontódik, aminek megnyilvánulása a zsugorodott mag töredezése (kariorhexis), illetve oldódása (karyolisis). Az autolysis a halál után igen hamar elkezdődik, kb. 4 perc.
A rothadás közönséges viszonyok között az első 24 óra múlva, némi tünetekből (zöldes elszíneződés a lágyéktáj felett) észrevehető és 48 óra múlva már igen szembetűnő jelenségekben nyilvánul meg. Nyáron jól táplált, nedvben dús tetemben, főleg villámcsapottaknál, már néhány óra alatt kezdődik, ellenben hideg időben, sovány száraz halotton egyáltalán nem jön létre, vagy csak nagyon későn. Már rég tudják, hogy alacsony hőmérsékleten (5 Celsius-fokon alul), vagy magas hőmérsékleten (50 Celsius-fokon felül) a test nem rothad meg, hogy a szénsavban eltett hús ép marad, hogy a húst a gyors kiszárítás által a rothadástól védeni lehet, hogy különböző vegyületek, arzén, corrosiv, borszesz által a rothadást megakadályozhatjuk. És ezen tapasztalatokból meghatározták a rothadás szükséges feltételeit, ezek: kedvező hőfok (legjobb 25-40 °Celsius), szabad levegő hozzájárulása és bizonyos fokú nedvesség.
Az újabb korban tett kísérletek mindinkább tisztázták, hogy miként az erjedés erjesztőgombák eredménye, úgy a rothadás is csak bizonyos schizomyceták hatása alatt jön létre. Igaz, hogy az említett rothadási feltételek szükségesek a rothadásra, de azon esetben, ha hasadó gombák nincsenek jelen, akkor a rothadás még kedvezőbb külső feltételek mellett sem következik be.
A közönséges bűzös rothadás sajátságos okául a bacterium termót tekintették, amely kicsi, 0,5-1,5 mikron nagyságú, olykor széles, hengerded, vagy hosszúkás tojásdad sejtekből áll, melyek többnyire páronként összefüggenek. Híg oldatban élénken mozognak, hosszabb fonalakat nem képeznek, hanem igen gyakran különösen sűrűbb közegben, egyszerű anyag által odatapadva, nagyobb, még szabad szemmel is látható halmazokat, szürkés, nyálkás cseppeket (zoogloea), vagy a folyadék felületén feltűnő hártyákat képeznek. Hauser szerint az említett piskóta alak a bacterium termónak csak egyik alakjelensége, az előfordul még mint gömb, rövid és hosszú pálcika, fonal és csavar is (proteus mirabilis, vulgaris, Zenkeri). Ezeken kívül a rothadási anyagokban még sokféle más microba is van, kisebb és nagyobb gömböcskék (micrococcusok), finomabb és vastagabb pálcika alakú (bacillus butyricus, prodigiosus, fluorescens putidus, fluorescens liquefaciens, pyogenes foetidus, bacillus putrificus coli, bacillus saprogenes, bacillus saprogenes foetidus, leptothrix, clostridium butyricum) és csavarszerű spirillium hasadó gomba. Ezeken kívül a rothadás alatt sokféle kórgerjesztő baktérium fejlődik, különösen septicus micrococcusok: streptococcus pyogenes és staphylococcus pyogenes aureus, albus, coeruleus. Továbbá igen gyakran erjesztőgombák (saccharomyces) és penészgombák (mucor mucedo, aspergillus flavus), de ezek nem a sajátságos bűzös rothadási gombák, hanem a rothadás mellett lefolyó, különböző mellékes erjedési folyamatok (alkoholos, ecetsavas, tejsavas) okozói. Találni még a rothadó holttestben ázalékokat, rovarokat, főleg légypetéket, nyüvek ezreit és egyéb bogarakat, melyek a rothadó anyagokkal táplálkoznak, illetve a legyek lárváival. Ezek azonban a rothadási folyamatban annyiban játszanak szerepet, hogy a szöveteket bontják. A rothadásnál szerepelhetnek más dögevő állatok is, vízben vízi bogarak, a rák és a patkány, ponty szívó hatása is megfigyelhető tetemeken, bár a halak megvetik a rothadó szöveteket. Szárazföldön a varjak, keselyűk, egerek, patkányok, kutyák, sertések végezhetnek nagyobb pusztítást a tetemen. Hogy vajon létrejöhet-e bűzös rothadás a schizomyceták közrehatása nélkül, nagyon kérdéses. Kérdés továbbá az is, hogy vajon a rothadási microbák mindig és kivétel nélkül csak kívülről juthatnak–e be a rothadásra képes anyagba, avagy némely esetben kedvező viszonyok között nem képződhetnek-e a rothadó anyagban is ősnemzés, abiogenesis, vagy túlélés útján oly módon, hogy a haldokló sejtekből microzymák válnak külön. De annyi bizonyos, hogy a szabad természetben lefolyó közönséges rothadás rendszerint kívülről bejutott és a testben gyorsan elszaporodó microbák által jön létre.
A rothasztó baktériumok a táplálkozásuk során nitrogént, hidrogént, ként és oxigént igénylenek. Életműködésük által a test fehérjéiben különféle vegyi átalakulás, részint hydratatio, részint redukció, részint oxidáció által jön létre és ezen vegyületi átalakulás eredményei peptonok és azokhoz hasonló anyagok, nitrogéntartalmú vegyületek, leucin, tirozin, aminok: metil, aetil, propilamin, továbbá szerves zsírsavak: hangya-, vajbaldrian-, palmitin-, sztearin-, tejsav, borostyánsav, továbbá aromás termékek: skatol, indol, fenol, krezol, ecetsav, brenzkatechin, hidrokinon, hydroparacumarsav, paroxyphenol, kén-hidrogén, szén-hidrogén, ammónia, szénsav és víz. Bizonyos rothadási mérgek, alkaloidok, hullatoxinok, ptomainok, amelyek közül a legrégebben ismert putrid méreg, a sepsin és még különböző más, főleg Brieger által elkülönített ptomainok: peptotoxin, neuridin, neurin, kolin, etiléndiamin, gadinin, muszkarin, cadaverin, colidin, és még sok más. A rothadási anyagoktól különválasztott és megmosott rothadási baktériumfajok az élő szervezetben többnyire nem szaporodnak és ártalmatlanoknak mondhatók, míg az általuk létrehozott alkaloidok között vannak igen toxikusak is.
A holttest külső felületén észlelhető változások
A rothadás kezdete a holttest külső megszemlélésénél bizonyos jelenségekben mutatkozik, melyek lassan állnak be, de rövid idő alatt mindinkább szembetűnnek. A törvényszéki gyakorlatban régebben három fokozatot különböztettek meg. Az elsőnél csak színeltéréseket látunk a bőrön, a második fokozatban a bőr hámja leválik, helyenként petyhüdt, hólyagok figyelhetők meg a testen (postmortalis bullák). A harmadik fokozatban az előbbi jelek fokozódása mellett puffadás (post-mortem meteorizmus) és majdan állományveszteség figyelhető meg. E fokok éles határ nélkül mennek át egymásba és most már a törvényszéki gyakorlatban is csak kezdődő, kifejlődött és nagyfokú rothadásról beszélhetünk egy tetem megszemlélése folytán.
A rothadás kezdetén, 24-36 órával a halál után, a bőr az alsó testtájon, a lágyéktájon, majd a köldök körül is, továbbá fekélyek, sebek szomszédságában zöldes vagy szennyes színt ölt. A lágyéktáj elszíneződése sovány egyénnél korábban látszik, ezeknél a hasi izomzat is színváltozása által van feltételezve, amennyiben abban a myohaematin átalakul, de csakhamar a bőr maga is és idővel valamennyi különben halványfehéres szövet zöldes színt ölt, mert az abban lévő hystohaematin is a rothadásnál kifejlődő kén-hidrogén által szennyes szürkés-zöldre festődik, s mikroszkóp alatt a szövetben elszórt igen apró feketés testecskék láthatók.
Nemsokára, a második, ötödik napon a bőrön itt-ott, s mindinkább több beivódási folt támad (liveores transsudationales), azaz a vörhenyes, szederjes, violakékes, vagy zöldes foltok és csíkok a bővérű részleteken és különösen a nagyobb bőrvénák fölött. Míg a hullafoltokban s úgy a belövellt bővérű, vagy lobos részekben a pír a vérerekben van és ez okból bizonyos, a vérerecskék elágazódásának és a hajszálérrece sajátságos elrendeződésének megfelelő pontozott, pettyes vörös rajzolatként látszik, addig a beivódási foltok egyenletes, mintegy mázolt színt mutatnak, elmosódott szélűek, ujjnyomásra nem tűnnek el, bemetszve az irha, sokszor az alatta lévő szövet is egyenletesen elszíneződött és vörössége vízzel való leöblögetésre nem tűnik el. A vörösség többnyire világos, de lehet barnásvörös és sötétvörös is, mindamellett nem olyan telt, mint a vérkiömlés vagy vérbeszűrődés által okozott, s attól különösen az elmosódott szél által is megkülönböztethető. Kétes esetben a mikroszkóp ad felvilágosítást, mert véres beszűrődésnél a szövetben tényleg kiömlött vörös vérsejteket, vagy legalább azok színtelen árnyékait találjuk, míg bármilyen sötét beivódásnak színe csupán átivódott vérfestéktől származik.
Megjegyzendő azonban, hogy a mikroszkópos vizsgálat eredménye csak akkor lesz teljesen megbízható, ha a vörösvérsejteket találunk, mert nagymértékű rothadásnál a vörösvérsejtek is szétesnek és ilyenkor a vérbeszűrődés a beivódástól meg sem különböztethető.
A beivódási foltok azáltal jönnek létre, hogy a vérpír a rothadt vér vörösvérsejtekből kiválik és a savót megfesti, az érfalakat úgyszintén, az erek között fekvő képletek, a bőr a festett nedvet magába tudja szívni és megtartani. Idővel a beivódás mindinkább elterjed, s bővérű egyénnél végre az egész test különböző árnyalatban szennyesvörös és viola színű lesz s habár először csak a vénák fölött látszottak, egy–két héttel a halál után az egész testet ellepik (rothadásos vénahálózat). Már közvetlenül a halál után a hártyás és csöves képletek kevésbé képesek a bennük lévő folyadékot visszatartani, miről az egyén halálát túlélő részeken átvezetett mesterséges vérkeringés alkalmával könnyen meggyőződhetünk. Ilyenkor a vérnedv a meggyengült érfalon át a rendesnél kisebb nyomásnál is bőven kiszivárog és rövid idő alatt savós beszűrődést hoz létre. A rothadás kezdetével a szövetek folyadékot visszatartó képességükből mindinkább veszítenek, s e miatt az erekben és a testüregekben lévő nedvek egyrészről a hajszálerek törvénye szerint minden irányban, másfelől súlyuknál fogva különösen a lecsüngő részek felé szivárognak. A bőr szaruhámja tartja meg a leginkább áthatolhatatlanságát, a rothadó holttest nedve az irhán átszivárogva a Malphigi-réteg sejtjeit felduzzasztja, szétmállásra bírja, mire a hám és irha összefüggése lazul. Helyenként főleg a bő nedvű holttestek alant csüngő részeiben, petyhüdt hólyagok képződnek, melyek eleinte meglehetősen tiszta, színtelen vagy gyengén sárgás savót tartalmaznak, de csakhamar a savó az egyúttal történő véres beivódás miatt vörhenyes, vagy szennyes ibolya, zöldes-barnás és egyszersmind zavaros lesz.
Az ilyen rothadási hólyagokat hólyaghúzó tapasz, égés, leforrázás, maró vegyületek, vagy valami betegség miatt az élőn keletkezett hólyagokkal téveszthetjük össze. Friss hullában a lobos hólyagokat könnyen felismerjük, mert mindegyik körül a bőr belövellt, s duzzadt és a hólyag tartalma tiszta, színtelen, vagy fehéres sárgás, zavaros, vagy akár híg gennyesedéshez hasonló és feszesen tölti ki a hólyagot. Felmetszés után az irhát belövelltnek, vérömlésesnek találjuk, s gyakran a mélyebb rétegekben is belövellt rétegekre akadunk, mindezeknek az ellentétét mutatják a rothadási bullák, melyek alatt az irha halvány, vagy legfeljebb vörhenyesen beivódott. E különbségek azonban előrehaladott rothadásnál elenyészőek.
A rothadási hólyagok nemsokára lelohadnak, bennékük vagy máshová szivárog, vagy elpárolog, vagy fölfakadnak, a levált hám rongyokban lefityeg, ilyenkor a hám egyebütt is cafatokban könnyen levonható s vele együtt a hajak és a szőrök is leválnak, mire a nedves irha szabadon előtűnik. A kéz és lábujjakról a bőrhám a körmökkel együtt kesztyűhöz hasonlóan húzható le (hullakesztyű jelenség). A tetem felemelése, beszállítása, levetkőztetése következtében, a vízben fekvő halottaknál a víz áramlása miatt is a test nagyobb része hámtól fosztott, a holttest kopasz és szőrtelen. Közelebbi megtekintésnél azonban ez az állapot hajtüszők és szőrtüszők jelenléte könnyen felvilágosítást ad, hogy valódi kopaszságról beszélhetünk-e. A hámfosztott helyeken az elpárolgás igen gyorsan történik, miért is e területeken a levegőn igen hamar kiszáradnak, a bőr kemény, fénylő lesz és ezzel benne a rothadás megáll, míg azon bőrfelületek, melyekhez a levegő szárító hatása nem fér hozzá, szétmállásnak indulnak. A rothadási folyamatnál már kezdettől fogva bizonyos levegőnemek fejlődnek (kénhidrogén, szénhidrogén, szénsav). Eleinte a rothadási gázfejlődés lassú és inkább csak az említett színváltozásból gyanítható, s egyszersmind a rothadásra nézve jellegzetes dögbűzben nyilvánul meg, aminek létesítésében még az illó zsírsavak és aromás vegyületek is szerepelnek. Nemsokára az ötödik, hatodik napon a gázfejlődés már rohamosabb, itt-ott a bőrpuffadást okoz, amely nyomásra serceg és kopogtatásnál dobos hangot ad. A rothadás tetőfokán a második, harmadik hétben a holttest óriásira felpuffad, bőre megfeszül, levegőpárnaszerű és dobos, vagy teljesen éles kopogtatási hangot ad, mint valamely levegővel telt hólyag. Ilyen erősen rothadt hulla minden része, különösen a fej, az arc éktelenül puffadt, a felismerhetetlenségig eltorzul. Előfordulhat, hogy a bőr a puffadás folytán magától megreped, beszúrásnál a bűzös levegő sistergéssel surran ki, s meggyújtva kékes lánggal ég. Később a gázfejlődés megint alább száll, a gáznemek eltávoznak, a holttest összelohad, bőre petyhüdt, ráncos lesz és idővel az erősen megfogyott testen a csontokhoz lapul és szétmállik, vagy kiszárad és lassan elporlik
Mi eredményezi a rothadási gázok kialakulását? A rothadási gázok kialakulásában a normális fiziológiai emésztés adja meg a választ. Az élő egyén az emésztés során a beleiben lévő baktériumok a lebontó tevékenységük egyik terméke a gáz, mely élő organizmus esetében a bélgázzal, flatulatióval távozik. A holttestben a bélgáz nem tud távozni, ezért a gázok felgyülemlenek, főként a hasüregben, illetve ehhez járul hozzá maga a szövetek lebontása.

## A holttest belsejében lefolyó változások
A rothadás alatt a holttest belsejében lefolyó változások is elsősorban onnan erednek, hogy a vértestekből kiszabadult hemoglobin a legkülönbözőbb színtelen vagy fehéres képleteket vörösre, ibolyára festi, ami legelőször a nagy vérerek és a szív belhártyáján látszik, de idővel az erek közötti képletekre, majd távolabbra terjed. Úgyhogy végre minden képlet, porc, csont, ideg többé-kevésbé vörös színt ölt. A vér festőanyaga által színezett folyadék néha olyan sötétpiros, mint vér. A rothadt vér lakkszínű, azonban mikroszkóppal vizsgálva a mélyebb rétegben még nagyfokú rothadás esetén is hosszasan lehet találni egyes piros és nagyobb számmal színét vesztett vértesteket, melyek a festett folyadékban hiányoznak. Hogy a test üregeiben lévő lakkszínű folyadék csakugyan vér, azt puszta szemmel való vizsgálatnál csak akkor állítható biztosan, ha még véralvadékokat találunk benne, különben bátran mondhatjuk, hogy a folyadék nem vér, hanem savó, amely a szomszédos szervekből átivódott vérpírtól vörösre festődött.
De amint a hemoglobin a szomszédos szövetekbe és a közelben lévő folyadékba ivódik, az eredetileg erősen vörös belövellt vagy vérömléses képletek mindinkább halványak lesznek. Erősen rothadt tetem ereiben sötétpiros vér helyett csak híg vöröses savót találunk. Így a rothadás folytán a színezési különbség, mely a kóros eltérések felismerésénél oly fontos tényező, mindinkább elvész. A halál idejében erősen vörös képletek elhalványulnak, míg más színtelen szövetek vörösek, sőt éppen feltűnően sötétvörösek lesznek, mert bizonyos szövetek pl. porc, különösen erősen kötik meg az oldott hemoglobint. Ezen átfestődések később, a vérpír vegyületi átalakulása folytán névleg a kénhidrogén behatása alatt megint átváltoznak, zöldes-barna, fekete színűek lesznek. A színváltozás nemcsak a vérfesték, hanem más festőanyagok oldása és beivódása folytán is bekövetkezik. Az epefesték a béltartalomból a bél nyálkahártyájába ivódik, az egész bélfalat, sőt még a szomszédos más szerveket is elterjedten sárgára festi. A rothadásnak indult tetem többnyire nemcsak az epehólyag fala, hanem még a szomszédos részek, sőt a hasűri folyadék, a netalán ott lévő ödémás, vagy lobos izzadmány a gennyesedés is sárgára festődik. Nagyfokú rothadásnál még a test nedveiben oldatlan festőanyagok is, a sejtek szétbomlása miatt, fölszabadulnak és a folyadékhoz keverednek, a szivárványhártya festéke megfesti a csarnokvizet, a tapetum nigrumé az üvegtestet.
A vérsavó a fölbomlott vér és más folyadékok a rothadó holttestben egyik helyről a másikra szivárognak, mert a hártyás tömlők és a csatornák nem képesek többé tartalmukat visszatartani. A folyadékok átömlése egészen meglepő eredményeket hozhat létre. Előfordul, hogy a tüdő savós beszűrődése után a boncolásnál a savó legnagyobb részét szabadon a mellüregben találjuk, úgyhogy a tényleges lelet szerint mellvízkórt kellene fölvennünk. A belekben lévő szabad folyadék a hasüregben, s a savós üregekben lévő folyadék a savóshártya alatti, szerv közötti és bőralatti kötőszövetbe szivárogva, az alantabb fekvő helyek savósan beszűrődöttek lesznek, duzzadtak, levesesek, mint a vízkórnál. Mégis tévedés volna minden, a rothadt hullában talált nedvességet az átszivárgásból magyarázni. A rothadási bomlás alatt a szervek szövet alkotásában felhasznált úgynevezett kötött víz is kiszabadul. Ismeretes, hogy bármily tömöttnek látszó lágyszövet, izom, mirigy, rostanyag alvadék, ha az elpárolgástól védve pl. zárt edényben rothad, elhígul. A rothadó holttestben mindenütt feltűnő nedvesség tehát legalább ezen körülményre is vezethető vissza.
A rothadás alatt kifejlődő levegő a test belsejében is képződik és bűze által már igen korán felismerhető. Valóságos levegőhólyagocskákat legtöbbször a vénákban, szívben találunk, azután a vesében, lépben, májban, s később majdnem minden szervben. A szervek többé- kevésbé, de sokszor egész hólyagszerűen felpuffadnak, vízben úsznak, dobos, vagy teljes éles kopogtatási hangot adva (rothadási levegődaganat), a bemetszéskor a levegő sisteregve elszáll és a róluk lefolyó piszkos nedv többé-kevésbé habos. Eleinte a gáz csak felette apró hólyagocskákban jelenik meg a szervek csatornáiban és szövetréseiben, a felületen, s a metszett lapon itt-ott csoportos fehéres pontokat látunk, amelyek néha zsíros elfajulásra emlékeztetnek, de rendetlen eloszlásuk és a rothadás egyéb jelenségei, könnyű fajsúly megóvják a boncolót a hibás kórjelzéstől. Később a gáz a szerv felületén és állományában nagy hólyagokat képez, a metszett lap likacsos, mint a svájci sajt pl. rothadt máj, az üregek többnyire gömbölyűek, s a belső fal hiánya által is könnyen megkülönböztethetők kóros tömlőktől. A kötőszövet habos tajtékszerű, a nyálkahártyákon dudoros hólyagok puffadnak és a testüregekben és savós tömlőkben fölhalmozott levegő a falat akár megrepedésig feszíti. Napok, hetek múlva a gázfejlődés megint alábbszáll és lassanként és idővel pépesen szétmállanak (putrid szétesés) vagy összefonnyadva kiszáradnak és csak hosszú idő múlva, évek múltán porladnak el.
A zsír a rothadási tünetekben szintén szembetűnő szerepet játszik. Az adypocyták már a rothadás kezdetén a folyékony zsír visszatartására képtelenek lesznek, s emiatt különösen a hígabb zsír, a trioleinsav és a zsír alkotásában részt vevő glicerin kiszivárog és a szomszédos képletekbe szivárog, a folyadékokhoz keveredik. Míg a keményebb zsírsavak nagyobb része dermedt állapotban megmarad. Minden rothadó szövetben, minden rothadt folyadékban szabad zsírt találunk éspedig egyrészt mint olajszerű cseppeket, másrészt mikroszkóppal mint egyenes és hajlított tűket és tűcsoportokat, pázsitalakban és rendetlen oszlopos kristályokban, melyek gyenge melegítésnél cseppekké olvadnak. Ezenkívül a zsír szappanosodik és további rothadásnál mindinkább magas oxidálódási és illó zsírsavakká változik át: caprin, caprolsav, baldriansav, ecetsav, s végre szénsavvá ég el. Amikor a gázok elillantak, a víz kiszivárgott, a pépes vagy morzsalékony, bűzös tömegben többnyire éppen a zsír nagy mennyisége, s undorító szaga érinti kellemetlenül a boncolót, mert nemcsak a zsíros csontok, izmok, mirigyek vannak avas zsírral átitatódva, a bőr zsírfényű, a halott ruhája zsíros, úgyszintén a koporsó, sőt néha még a sír földje is.

### Szövetbomlás rothadásnál
A hullamerevség megszűnése után lágyabbak, szakadékonyabbak a szervek és ezen lágyulás és lazulás a rothadás beálltával és előrehaladtával mindinkább fokozódik. Legelőször a protoplazmás sejtek bomlanak föl. A vörösvérsejtek nagyobb részt elvesztik a pírt, színtelen vázuk, az árnyék szabályos széléről egy darabig még felismerhető ugyan, de néhány nap múlva a szélétől beolvad, vagy pedig szemcsés lesz, földuzzad és szétömlik. Azonban nem ritkán megtörténik, hogy a vörösvérsejtek összetöpörödnek és összecsapzódnak, festékrögökké alakulnak. Megjegyzendő, hogy némely vörösvérsejt a rothadásnak meglehetősen ellenáll. A rothadó vérben egy-egy jól megmaradt vértestet még hetek múlva is fölismerjük. A színtelen vértestek szemcsések lesznek, felduzzadnak, s a folyadékban szétoszlanak, ami miatt a rothadt vér híg, savószerű folyadékká alakul, s ha azelőtt meg volt is alvadva, a rostanyag a rothadás alatt újból felolvad, és nyálkás lesz, s majdnem híg folyadékká válik: globulinná alakul. Az idegsejtekben, mirigyhámban és valamennyi protoplazmás sejtben néha már igen rövid idővel a halál után finom, apró szemcsék jelennek meg, a sejt felduzzad és zavaros lesz, apró zsírcseppek is feltűnnek benne, nemsokára szétesik a protoplazma, minek folytán a mag kiszabadul és egy ideig éles határú testecske marad meg, majd ez is szemcsés lesz, végül megsemmisül. A kezdődő rothadás folytán fellépő zavaros duzzadás a kórossal könnyen összetéveszthető, s ha a kórosat konstatálni akarjuk, akkor a boncolást minél gyorsabban kell megejtenünk, mert minden elváltozás a rothadás előrehaladtával megsemmisül.
Az elszarusodó hámsejtek sokáig ellenállnak a rothadásnak, a sejt a külalakját megtartja, de protoplazmája szétesik, magja felolvad, ami által hólyagszerű lesz és kifakadva üres sejtek keletkeznek. A teljesen elszarusodott laphám is sokáig ellent áll a rothadásnak, de higroszkópos tulajdonságuk miatt vizes közegben felduzzadnak, szárazságban összezsugorodnak. Emellett a haj színe annyira megváltozik, hogy azt régi holttestnél meg sem lehet néha határozni.
A sima izomsejtek megzavarodnak, s bennük szemcsék mutatkoznak, néha olyan szabályos sorban, mintha az harántcsíkolt izom lenne, a folyamat végére nyálkás tömeggé válnak. Megjegyzendő azonban, hogy a sima izomsejtek sokkal tovább maradnak felismerhető állapotban, mint a lágyabb kötőszöveti sejtek, különösen, hogy nem terhes méh igen sokáig ép marad, s erősen rothadt hullában, melyeken a külső nemzőrészek már szétfoszlottak, a méh nemritkán egészen jól felismerhető. Itt megemlítendő egy jelenség, mely napjainkban már nem figyelhető meg: a koporsószülés. A jelenség lényege, hogy ha terhes nőt magzatával temetnek el, akkor a hasüregben felgyülemlő rothadási gázok a magzatot kinyomják a méhből. Egyesek még tulajdonítanak a méhnek halál utáni funkciókat. A harántcsíkolt izmok sötét, fénylő szemcsék miatt zavarosak, füstösek lesznek, egyszersmind a myohaematin barnás és feketés szemcsékben válik ki, itt-ott zsírcseppek jelentkeznek. Az izom belseje darabokra mállik szét, melyek azonban még néhol felismerhetőek, idővel ez is eltűnik. A sarcolemma tömlőkben rendetlen szemcsés folyadék képződik, mely később kiömlik, a folyamat végére a fonnyadt és összelohadt sarcolemma is nyálkásan szétmállik. A laza kötőszövet gyorsan fellágyul és idővel leves-pépes mázzá folyik szét, rostjai duzzadtak, szemcsék keletkeznek bennük és szétesnek, valamivel később lágyulnak, a finomabb szövetű nyálkahártyák és savós hártyák hosszabb ideig megmaradnak. Sokkal tartósabbak ennél a támasztószövetek: szalagok, inak, csontok. Ezek is egy idő múlva felduzzadnak, mállékony cafatokra esnek szét, amely szemcsés és rostos tömeggé alakul át a folyamat végére. Az erős rostos szalagok teljes szétbomlása sírokban 3-5 év, a porcok szétesése 5 év után kezdődik el. Minden képlet között a legtartósabb a csontszövet, különösen a tömött csont, melynek alakja évekig, sőt évszázadokig megtartott. Szabad levegőn, az atmoszféra behatása alatt egy-két év alatt, porhanyós humuszban gazdag talajban néhány év, sírokban legkorábban 18-25 év alatt porhanyós lesz, töredezik, repedezik, de ez is függ a temető talajától és a talajvíztől.

### A rothadás módosulásai
A fentiekben leírt rothadási folyamat részint egyéni, részint külső körülmények miatt módosulhat, s ezeknek tüzetes megfontolása és számbavétele szükséges, hogy az adott esetben a rothadás fennforgó fokozatát az elhalálozás idejének meghatározására értékesíthessük.
Az egyéni körülmények között figyelmet érdemelnek:
1: A tápláltság, amennyiben jól táplált, hájas egyén teteme gyorsabban rothad, mivel nagyobb víztartalommal bír, ugyanezen okból fiatal egyén teste is gyorsabban rothad, mint az öreg kevés vérűé.
2: A halál neme is meghatározza a test rothadását: heveny lefolyású betegségben, vagy rögtön elhalt, főleg pedig jóllakott (teli gyomor) egyén hullája hamarabb indul rothadásnak, mint olyanok, akik kimerítő betegségben, vagy nedvveszteséggel járó betegségben haltak el, illetve kiknek bélrendszerük üres. Ami az erőszakos halálnemeket illeti gyorsan áll be a rothadás oly esetekben, amikor a test egyes helyeken a bőrtől meg van fosztva, s ott levegővel közvetlenül érintkezik, ha a halotton sebek vannak, vagy ha a holttest meg van csonkítva, vagy gyorsabban rothad a már egyszer felboncolt hulla is. Gyorsabban rothad olyan egyén teteme, akinek a vére folyékony maradt pl. fulladásos halálnemeknél. Lassabban rothad olyan egyén hullája, aki elvérzett. Különösen rohamos a rothadás pyaemiában, vagy fertőző betegségben elhaltak hulláiban, mert a baktériumok elszaporodtak a testben. Gangraenás egyén hullája is hamarabb rothad, mivel a gangraena, főleg a gangraena humida az élő szövet rothadásával jár, és hasonló elváltozásokat eredményez, mint a holttest rothadása, szintén bűzképződéssel jár. Azonban nemcsak a halál módja és a tetemben rejlő okok határozzák meg a rothadás gyorsaságát, hanem a külső körülmények is, amelyek közül a legfontosabb: a levegő hőmérséklete, a páratartalom és a nedvesség.

### A hőfok befolyása a rothadásra
Ami a hőfok befolyását a rothadásra illeti, általánosan ismeretes, hogy mennyivel gyorsabban rothadnak a holttestek nyáron, mint télen. Ha a hőmérséklet +5 °C alá süllyed, akkor a test nem rothad. 0 °C alatt megfagy és ilyen állapotban évekig, sőt századokig ép marad. A fagyból felengedett hulla rothadása igen rohamos. Másfelől a 45-50 Celsius-foknál a szövetek nem rothadnak, hanem kiszáradnak és 60 fok felett a fehérjék koagulálódnak. A rothadásra legkedvezőbb hőmérséklet 25-40 °C, illetve fontos a levegő páratartalma, száraz melegben a szövetek inkább kiszáradnak, ellenben nedves melegben a rothadás rohamosan folyik le.

### Rothadás vízben
Az emberi test kb. ¾ része víz, s ezen víz éppen elégséges a rothadás megindulásához, sőt befejezésére is, ha az nem párolog el gyorsan. Nedvben bővelkedő ödémás hullák gyorsabban rothadnak. A vízben fekvő és átivódott holttestek a nagyobb víztartalom következtében azonnal rohamos rothadásnak indulnak, mihelyt levegővel érintkeznek. Ellenben, ha a vízben fekvő halott a víz tükre alatt maradt, s a levegő hozzáférése akadályozva van, akkor a rothadás menete változást szenved, mely annál feltűnőbben különbözik a közönséges rothadástól, minél alacsonyabb a víz hőmérséklete. Ilyenkor bűzös rothadás helyett, a víz lassú áztató hatása folytán a hám előbb a fedetlen részeken 1-2 héttel később az egész testen táskásodik, majd 3-4 hét múlva a haj, a körmök, a bőr leválik. A vérpír a víz által kívülről és belülről kimosódik, a rothadási elszíneződés elmarad, a lágyrészek sokáig olyan állapotban maradnak, hogy a friss halottra emlékeztetnek, de közelebbi vizsgálódás alkalmával a fakó bőr (friss vízihulla bőre élénkpiros, mert a vízben lévő oxigén bediffundál a haemoglobinba), avas szag jellemző ezekre. A vízben lévő holttestek macerálódnak (feláznak), de ez történik a sokáig a magzatvízben lévő magzattal is. A vízben lévő hullák a maceratiót követően gyakran hullaviaszosan átalakulnak (adipocere), de megfigyelhető a hullaviasz, vagy halotti zsír jelensége még a kövér egyéneken, vagy nedves agyagos talajban temetetteken, vagy azokban a temetőkben lévő tetemeken, ahol magas volt a talajvíz. Ezen átalakulást először Fourcroy tanulmányozta egy francia temető felszámolása alkalmával, ahol az exhumált tetemek jelentős része adipocerás volt. Az ilyen tetemek lágyrészei kemények, de könnyen vághatók, kenőcsszerű, fehéres avas sajtszagú zsírnemű anyaggá váltak. A szervek felismerhető állapotban vannak általában. Meggyújtva az adipocere kormozó lánggal ég, nagyrészt palmitinsavból és sztearinsavból áll. Az adipocere kialakulása hosszabb időt vesz igénybe, mely kb. 6 hét után kezd kialakulni megfelelő környezetben, és kb. fél év alatt alakul át az egész test és évtizedekig változatlan állapotban marad.
A hullaviasz képződése a testben lévő Ca és Mg ionok reakcióba lépnek a környezettel és kialakul a testet körülvevő adiposus páncél. A zsírsavas ammónia és mész kristályos állapotban marad, s vizet és meszet köt meg, így magyarázható a zsírszaporodás. Vízben fekvő hullánál a bőr elrothad és a víz által elmosódik, az izmok is szétbomlanak, s ha bennük lévő fehérjéből valami kevés zsír képződik, az nagyon kevés, hogy a testet körbevegye. Gyakran csecsemők és fiatal gyerekek hullája is adipocerásan alakul át, mert bennük a zsír sokkal tömöttebb, illetve az alkoholisták teteme is hullaviaszosan alakul át, mert az alkohol hatására a zsír keményebb lesz, illetve kövér egyének tetem is gyakran hullaviaszos lesz.

### Átalakulás száraz közegben
A hulla vizének gyors elvonása a rothadási folyamat kifejlődését gátolja és a már megindult rothadást megszakítja. Ilyenkor a test kiszárad, bőre szalonnaszerű lesz, ha előbb vérpírral volt átitatva fekete lesz, összezsugorodik és a test évszázadokig megmaradhat, a folyamat a mumificatio. Száraz homokos talajban eltemetettek hullája, szellős, száraz kápolnákban is mumificatio figyelhető meg. Mesterségesen is előidézhető lásd egyiptomi múmiák. Ha a tetem nem mumificalódik, akkor a fentebb leírt módon felbomlik. A normálisan végmenő rothadás utolsó szakasza a skeletonisatio, vagyis már csak a vázrendszer marad meg.

### A belső szervek rothadása
Jelzett belső szervek rothadása felnőtteknél a következő sorrendben lép fel:
1. A gége és légcső nyálkahártyája legelőször elváltozik; ezt követi
2. a gyomor és annak nyálkahártyája, mely magasabb rothadási foknál barnás szint feltüntetve meglazul, s könnyen levakarható;
3. a belek, melyek süllyedési beivódás folytán elszíneződtek;
4. a lép, amely puha és könnyen szétnyomható lesz;
5. a rekesz és cseplesz;
6. a máj, mely eleinte tömöttebb, a rothadás fokozódásával azonban, aszerint amint a vér elpárolgás által kevesbedik, mindinkább törékennyé lesz és kásaszerű anyaggá változik át. Az epehólyag szövete sokáig tartja fenn magát, bennéke azonban részint kiszivárog, részint elpárolog;
7. az agy eleinte alapján zöldesen elszíneződik, mely elszíneződés mindinkább felfelé, valamint a kéregállományról a velőállományra elterjed. Két-három hét múlva puha tapintatúvá válik, vörösbarna folyó anyaggá azonban csak hónapok múlva.
8. a szív, mely akkor, amikor a gyomor, belek és máj már rég a szétesés legnagyobb fokát mutatják, még meglehetős jó állapotban található a hullában, izomzata petyhüdt lesz, üregei vért nem tartalmaznak, de azért az alaki és színbeli eltérés még mindig nem oly feltűnő, ilyenné csak később lesz, ekkor izomzata zöldes, fakózöldes és fekete színt ölt, és szétmállása tökéletes;
9. a tüdők a szívvel egyidejűleg indulnak nagyobbfokú rothadásnak, felületükön nagyobb hólyagosak képződnek, melyek a tüdőmellhártya rothadási gázok általi felemelkedését jelzi; későbben ezen gázok a tüdőszövetet is áthúzzák és itt kisebb hólyagosak alakjában nyilvánulnak. A rothadási gázképződés már előrehaladt lehet és a tüdő még mindig megtartja eredeti színét, ez utóbbi csakis a későbbi időszakban változik át, a midőn a tüdő sötétebb lesz és sötétzöld, sőt fekete színt vesz fel;
10. a veséket a húgyhólyag, bárzsing és nagy ütereket a rothadás későbben éri, legkésőbben a méhet, mely egészen bomlott hulláknál is lehetőleg friss és feszes állapotban fellelhető

### Vegyszerek befolyása a rothadásra
Napjainkban a holttest konzerválását, a balzsamozását oly módon eszközlik, hogy rothadást gátló folyadékokat fecskendeznek a holttestbe, vagy a felnyitott hullát ilyen folyadékban áztatják. A legegyszerűbb konzerváló folyadék az alkohol és a formalin (formaldehydum solotum). Az alkohol a legjobb tartósító folyadék, mert megőrzi sok év után is a testet változatlan állapotában, hátránya viszont, hogy drága. A formalin 10%-os formáját használják tartósításra. Hátránya, hogy a szövetek egy idő múlva zsugorodnak, kifakulnak. Illetve rákkeltő, nagyon erős nyálkahártyairritáló anyag. A hulla balzsamozása a következő lépésekből áll: először fel kell preparálni a nyaki ütőeret arteria carotis communist. Majd addig tölteni a konzerváló folyadékkal, míg a vena jugularison ki nem folyik. A balzsamozás sem védi meg a testet a pusztulástól, abban az esetben, ha a temető talajvize megemelkedik, mert a víz hatására semlegesítődik a konzerváló folyadék. Ilyenkor az arc eltorzul, a szemek beesnek, a fülek összetöpörödnek, a lágyszövetek pépesednek, majd szétmállanak. Azon személyek hullái, akik pl. alkoholmérgezésben vagy egyéb vegyszermérgezésben haltak meg, amelyek gátolják a rothadást, teteme is lassabban rothad. Sőt ismeretes, hogy arzénmérgezés esetén a has mumifikálódik, míg a többi lágyrész elbomlik.

## A halál idejének meghatározása
A halál idejének meghatározása a korai hullajelenségek alapján egyszerű, de nagymértékben bomlott tetem esetén nehezebb dolgunk van
A rothadásra nézve a következőket mondhatjuk:
A középhőmérsékletnél 24-36 óra elteltével az alhason és lágyékon kezdődő zöldes elszíneződés.
A bőralatti vénáknak megfelelően a rothadásos vénahálózat 48 órán túl jelentkezik.
Három-öt nap múlva a halál után az egész altestre kiterjed az elszínesedés (pseudomelanosis).
Ötödik-hatodik napon túl a rothadási gázok rohamosan fejlődnek, a hulla puffadni kezd először a hason, a bőrön rothadási hólyagok jelennek meg.
Majd 14-20 nap múlva az egész test óriásira megpuffad, az arc felismerhetetlen, a hímvessző akár hurka vastagságúra megduzzad, a scrotum akár emberfejnyire megpuffad. A haj és a szőr levonható könnyedén és a tetem messzireható bűzt terjeszt.
Sírban fekvő halottakon a csontok széthullása legkorábban 5 év, a csontok szétporlása 7-25 év. Természetesen ez a normális folyamat, előfordul, hogy a tetem akár egy nap alatt olyan nagymértékű rothadáson megy keresztül, mint normálisan 9 nap múltán.
A rovarok és a penész szerepe: A holttestet, főleg, ha az szabadban van, akkor rovarok ezrei lepik el. A legfontosabbak saját észleléseim szerint: húslégy, mely 23-26 napig fejlődik, a fejlődésüket befolyásolja az időjárás, hiszen hidegben a lárvák is elpusztulnak. A nyüvek falánksága elképesztő lehet, erdőben fekvő gyermek tetemét 10 nap alatt csontig elpusztították. A legyek mellett dögbogarak is megjelennek, melyek a szövetekkel és lárvákkal táplálkoznak. Egyesek, még a koporsóba is képesek befúrni magukat pl. koporsólégy. A legyek a petéket a szemüregbe, sérülésekbe, anus környékére, és a nemi szervekhez rakják, mert ezek könnyen elpusztíthatóak a lárvák számára, illetve a szem pl. zsírban és fehérjében gazdag.
Nedves helyen a tetemen gombatelepek rakódhatnak leggyakrabban a mucor mucedo és aspergillus. Gyakori még a test penészesedése. A holttest rothadása függ attól, hogy milyen környezetben van a test. Általánosságban elmondható, hogy a tetem a leggyorsabban a földfelszín felett, lassabban vízben és a leglassabban földben, közönséges módon koporsóban eltemetve. A régi törvényszéki gyakorlat úgy határozta meg, hogy egy hét szabadban fekvés megfelel két hét vízben és nyolc heti sírban fekvésnek, természetesen ez a normális folyamatnak felel meg, itt is az egyéni körülmények befolyással bírnak, pl. a felboncolt hullák gyorsabban, a septicus, infectiosus betegségben elhaltak is gyorsabban rothadnak, sőt ez függ az eltemetettek esetén a koporsótól is, hiszen a fa koporsóban a test gyorsabban oszlik, mint fémkoporsóban. Az is tény, hogy a légmentesen lezárt koporsóban az oszlás során keletkeznek toxicus gázok, melyek a koporsó légterét kitöltik és az oszlásért felelős baktériumokat is elpusztítják ezek a gázok. Mindig meg kell vizsgálni az egyéni körülményeket is, hogy meghatározzuk az oszlás körülményeit, szabályszerűségét.

## Külső hivatkozások
- Ez történik a testeddel, ha az űrben halsz meg - qubit.hu, 2021.10.22.